# Carbon (Teksas)
Carbon je gradić u američkoj saveznoj državi Teksas. Prema popisu stanovništva iz 2010. u njemu je živjelo 272 stanovnika.